# Jan Kleczyński
Jan Kleczyński père (Volhynie, 8 juin 1837 – Varsovie, 15 septembre 1895) est un pianiste, compositeur, journaliste et joueur d'échecs polonais.

## Biographie
Né dans une famille noble polonaise de Janiewicze, en Volhynie (ensuite dans l'Empire russe), il obtient un diplôme du conservatoire de musique à Paris (1855–1862). Il se produit ensuite en concerts en France. En 1866, il retourne en Pologne et s'installe à Varsovie.
Il donne des conférences et publie sur l'interprétation des œuvres de Frédéric Chopin. Son œuvre dans ce domaine est (d'après lui) approuvé par les élèves et les amis de Chopin, notamment Marcelina Czartoryska, Camille O'Meara, Georges Mathias, et par Natalia Janotha, élève de la Princesse Czartoryska, qui traduit certaines de ses conférences en vue de leur publication en anglais. 
Il termine second, derrière Szymon Winawer, lors du premier championnat d'échecs de Varsovie en 1868 et termine troisième dernière Józef Żabiński et Artur Popławski, lors du second championnat de Varsovie 1884.
Jan Kleczyński écrit un article sur les échecs chaque semaine pour Tygodnik Ilustrowany (1859–1884) et pour Kurier Warszawski (1877–1895). Son fils, Jan Kleczyński (1875-1939), écrivain et critique d'art, reprend la suite dans la période 1897 à 1939.

## Publications sur Chopin
- J. Kleczyński, Frédéric Chopin : de l'interprétation de ses œuvres – Trois conférences faites à Varsovie. Félix Mackar, Paris, 1880.
- J. Kleczyński, Chopin's Greater Works (Preludes, Ballads, Nocturnes, Polonaises, Mazurkas): How they should be understood (including Chopin's Notes for a 'Method of Methods') traduit par Natalie Janotha (William Reeves, Londres, Charles Scribner's Sons, New York, [sans date], vers 1895, 2e éd. vers 1900). Dernière conférence de Kleczynski, effectuée à Varsovie en 1883.